# فصة بحرية

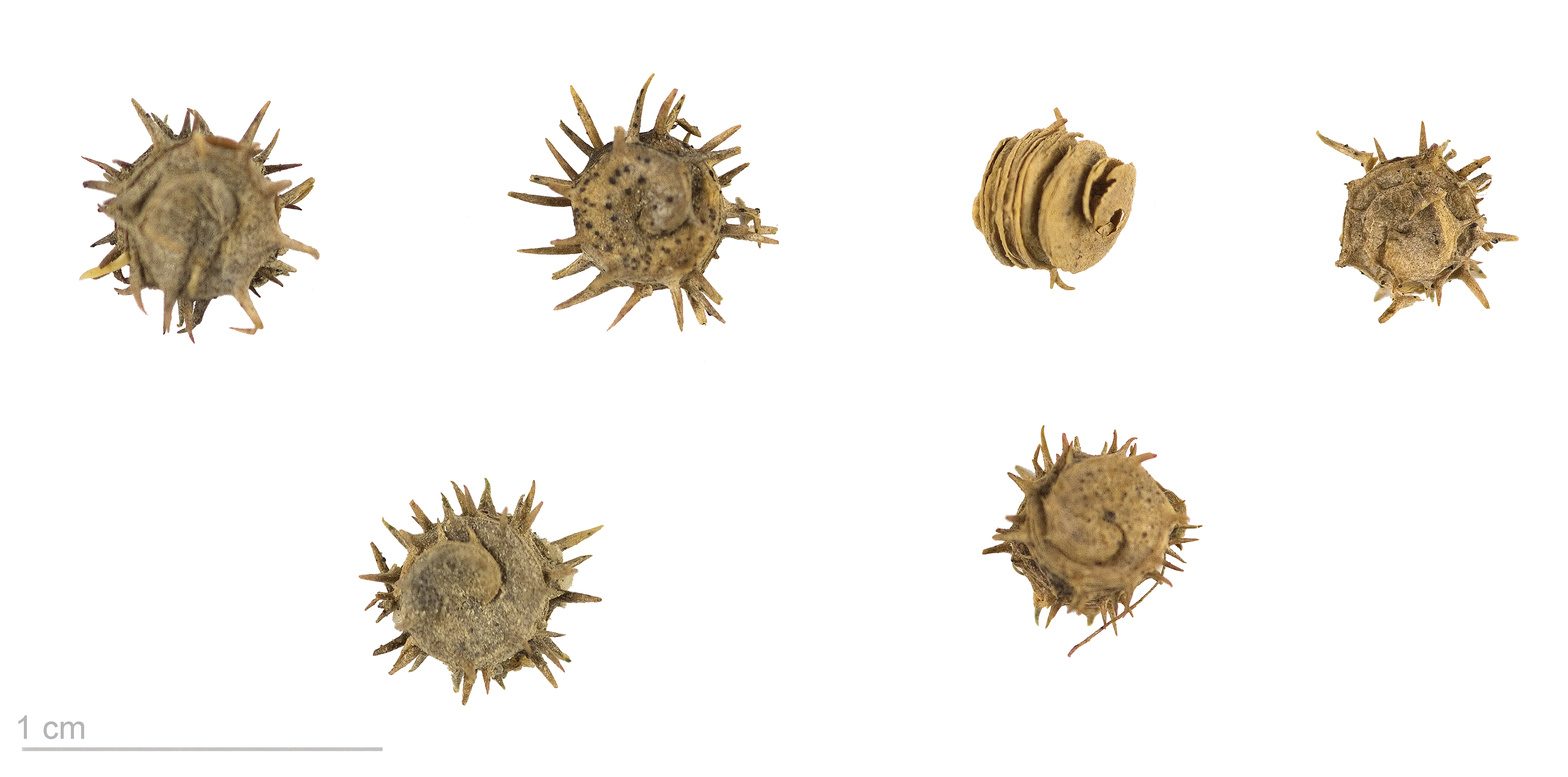
Medicago marina

الفصة البحرية نوع نباتي يتبع جنس الفصة من الفصيلة البقولية. اسمه العلمي (باللاتينية: Medicago marina).

## الموئل والانتشار
موطنها بلاد الشام ومصر والمغرب العربي والقوقاز وتركيا وقبرص وكل مناطق حوض البحر الأبيض المتوسط.
تتواجد في مناطق الساحل السوري.

## الوصف النباتي
النوع موبر.